# Хардер, Артур
Карл Артур Александер Хардер (нем. Karl Arthur Alexander Harder; 19 сентября 1910, Франкфурт-на-Майне, Германская империя — 3 февраля 1964, Франкфурт-на-Майне, ФРГ) — гауптштурмфюрер СС, адъютант командира зондеркоманды 1005 и осуждённый военный преступник.

## Биография
Артур Хардер родился 19 сентября 1910 года в семье продавца Генриха Хардера и его жены Марии. После окончания народной школы поступил в торговую школу и получил коммерческое образование. До 1938 года работал по специальности.
1 декабря 1929 года вступил в НСДАП (билет № 173750) и Штурмовые отряды (СА). 1 февраля 1930 года был зачислен в ряды СС (№ 4271). С февраля 1938 года служил в абшните СД в Дюссельдорфе. С лета 1938 и до весны 1939 года проходил трёхмесячную военную службу в зенитном полку, получив звание ефрейтора. В 1939 году после начала польской кампании был отправлен в айнзацгруппу в Позене. С 1940 по 1943 год работал в иммиграционном центре в округе Лисса. По собственной инициативе Хардер был переведён в айнзацгруппу на Кавказе в зоне действия дивизии СС «Викинг». Летом 1943 года стал адъютантом командира зондеркоманды 1005 Пауля Блобеля. С сентября по ноябрь 1943 года возглавлял команду в лагере Малый Тростенец. Этот лагерь находился в ведении командира полиции безопасности и СД в Минске и использовался как место казни. Осенью 1943 года Хардер участвовал в сожжении трех человек вблизи Малого Тростенца. Он накрывал кучу трупов и дров, предназначенных для сожжения, хворостом, втыкал в кучу кол, к которому затем привязывали жертву, и присутствовал при сожжении. В конце 1944 года был переведён в айнзацгруппу «Ильтис», которая боролась с  партизанами в Каринтии.
В начале мая 1945 года попал в югославский плен, из которого ему удалось бежать. В Каринтии был арестован британскими войсками. В июле 1946 года был освобождён из плена, но оставался в следственном изоляторе из-за принадлежности к СС. В июле 1948 года был освобождён из лагеря для интернированных в Дармштадте. Хардер изначально работал каменщиком, а затем до 1952 года был представителем торговой компании Krupp-Kraftfahrzeuge во Франкфурте-на-Майне.
4 февраля 1960 года окружной суд Кобленца выдал ордер на задержание Хардера. В то же время прокуратура Гамбурга проводило расследование против Хардера по обвинению в убийстве во время службы в зондеркоманде 1005. 21 мая 1963 года земельным судом Кобленца за пособничество в убийстве был приговорён к 3 годам и 6 месяцам заключения. Хардер умер до вступления приговора в законную силу.